# إيلا نيك بيان
إلا نيكبيان كانت امرأة إيرانية متحولة جنسيًا، وبعد هجرته إلى ألمانيا، واجهت العديد من التحديات في قبول هويتها الجنسية. بسبب البيئة الاجتماعية والثقافية في إيران وقلة المعلومات حول الهويات الجنسية والتوجهات الجنسية، واجهت صعوبات كثيرة في التعرف على هويتها والتعبير عنها. كانت حياتها متأثرة بالمشاكل الاجتماعية والنفسية، وفي النهاية، بعد تجربة ظروف قاسية أثناء الهجرة، قررت إنهاء حياتها.

## السيرة الذاتية
وُلدت إلا في أسرة دينية وتقليدية في جنوب إيران، وواجهت قمعًا لهويتها الجنسية خلال طفولتها ومراهقتها. بسبب عدم توفر معلومات صحيحة حول الهويات الجنسية والتوجهات الجنسية، قَمَعت هويتها داخل نفسها. بعد هجرتها إلى ألمانيا في عام ۲۰۱۵، ظنت في البداية أنها مثلي، ولكنها تدريجيًا أدركت أنها امرأة متحولة جنسيًا.
في ألمانيا، واجهت إلا العديد من التحديات. في مدينة ماغديبورغ، تعرضت للتحرش الجسدي والنفسي من قبل المجتمع. شملت هذه التحرشات الهجمات الجسدية والتهديدات اللفظية من قبل الغرباء. بالإضافة إلى ذلك، اضطرت إلى الانتقال عدة مرات بسبب عدم القبول الاجتماعي. في النهاية، في عام ۲۰۱۹، انتقلت إلى برلين، المدينة التي تُعد واحدة من أكثر المدن صداقة للمثليين في أوروبا. ومع ذلك، استمرت مشاكلها الاجتماعية والنفسية.

## الانتحار
على الرغم من انتقالها إلى برلين على أمل حياة أفضل، استمرت إلا في صراعها مع اضطراباتها الداخلية. طوال حياتها، واجهت العديد من التحديات المتعلقة بقبول هويتها الجنسية والتمييز الاجتماعي. في النهاية، قررت إلا إنهاء حياتها، وفي سن الأربعين، أنهت حياتها في مكان عام عن طريق الإحراق الذاتي. وقع الحادث في ۱۴ سبتمبر ۲۰۲۱ باستخدام وقود الديزل في ساحة ألكسندر بلاتس المزدحمة في برلين.

## تدنيس القبر
أفادت وسائل الإعلام الألمانية أن الترانسفوبيا ضد إلا نيك بيان، المرأة الإيرانية المتحولة جنسياً التي أحرقت نفسها في برلين في سبتمبر ۲۰۲۱، استمرت حتى بعد وفاتها. في ۴ يناير، قام أشخاص مجهولون بتدنيس قبر إلا ووجدوا بجانبه طفاية حريق وعلبة بنزين، في إشارة إلى طريقة انتحارها.
تجري الشرطة الألمانية تحقيقًا في هذا العمل الترانسفوبي. كما عبرت المنظمة الألمانية «LSVD» عن غضبها من استمرار العنف ضد إلا حتى بعد وفاتها، ودعت إلى اتخاذ إجراءات قانونية بشأن الموضوع.